# Ingress (trò chơi điện tử)
Ingress là một trò chơi nhập vai trực tuyến thực tế ảo tận dụng công nghệ định vị toàn cầu (GPS)  được phát triển bởi Niantic Labs, một công ty con thuộc Google. Trò chơi ban đầu được phát hành độc quyền cho các thiết bị Android  và sau đó cho các phần cứng chạy hệ điều hành iOS vào ngày 14 tháng 7 năm 2014. Trò chơi có cốt truyện khoa học viễn tưởng phức tạp được lồng tiếng và dẫn truyện một cách tỉ mỉ với các manh mối được đăng tải lên các trang mạng xã hội cùng trang web chính thức của trò chơi nhằm giúp người chơi lột trần sự thật đằng sau "Dự án Niantic" đóng một vai trò rất lớn trong mạch truyện của game.
Gameplay bao gồm việc thiết lập các "cổng" tại các địa điểm có ý nghĩa về văn hóa ngoài thế thực, như các bức tranh công cộng, đài tưởng niệm, v.v... và kết nối các cổng lại với nhau để hình thành một "vùng kiểm soát" (Control Field) có dạng tam giác trên một diện tích địa lý nhất định. Tiến bộ trong trò chơi được đo bằng "đơn vị điều khiển" (MU - Mind Unit) mà người chơi thu được thông qua vùng kiểm soát, dựa vào cốt truyện, đơn vị điều khiển ở đây là số người dân mà người chơi kiểm soát trên danh nghĩa của mỗi phe (có minh họa trên bản đồ tình báo - Intel Map). Liên kết giữa các cổng có thể từ tầm vài mét đến kilômét hoặc hàng trăm kilômét tùy vào điều kiện du hành của mỗi người chơi. Các liên kết hoặc vùng kiểm soát quốc tế không hề hiếm do Ingress đã thu hút khá đông đảo người chơi từ nhiều thành phố khắp thế giới, già lẫn trẻ. Ingress cuốn hút đến mức trò chơi đã trở thành một lối sống của một số người, điển hình là các hình xăm hoặc nghệ thuật công cộng.

## Cốt truyện
Ngoài khám phá ra được sự tồn tại của hạt Higgs Boson vào năm 2012, các nhà vật lý tại Viện nghiên cứu Hạt nhân châu Âu (CERN), họ cũng đồng thời khám phá ra rằng các "Vật chất ngoại lai" (Exotic Matter - XM) đã được rải khắp nơi trên Trái Đất. Loại vật chất này được cho là có liên quan đến Shapers - một thế lực ngoài hành tinh bí ẩn chưa bao giờ được miêu tả hay nhìn thấy. Ngay sau đó, những con người biết được sự thực về những gì đang xảy ra chia nhau làm hai phe, một là Enlightened (Giác ngộ) tin rằng thế lực Shapers đang hoạt động âm thầm cho một cuộc khai sáng, đưa nhân loại đến đỉnh cao mới. Trong khi đó, phe Resistance (Phiến loạn) tin rằng họ đang bảo vệ nhân loại khỏi sự thâm nhập của thế lực Shapers.
Các phe phái thường phần lớn đều bỏ qua phần cốt truyện để hợp tác với nhau để tăng cường trải nghiệm thực tế với gameplay và tự thống nhất với nhau để tạo nên cân bằng trong cộng đồng, ví dụ như chính những người chơi trong khu vực thiết lập các khu vực trung lập và điều lệ chiến đấu.

## Cách chơi
Một người chơi sử dụng thiết bị di động sẽ chơi thông qua một bản đồ đại diện cho khu vực xung quanh. Bản đồ có phông nền màu đen và hoàn toàn không được đánh dấu, trừ các con đường và một số tòa nhà có trong cơ sở dữ liệu của trò chơi sẽ được đánh dấu bằng màu xám. Trên bản đồ có thể nhìn thấy được các cổng, vật chất ngoại lai (XM), liên kết, vùng kiểm soát và các vật dụng đã được bỏ đi từ hành trang của một người chơi bất kỳ. Khoảng cách từ người chơi đến các địa điểm thông qua trò chơi được tính bằng mét, để tránh hiểu lầm giữa những người chơi quốc tế.
Người chơi phải ở gần vật thể ngay ngoài đời thực để có thể tương tác với chúng. Chương trình trên di động thể hiện người chơi là một mũi tên nhỏ nằm tại trung tâm của một vòng tròn bán kính 35 mét, biểu diễn phạm vi mà người chơi có thể tương tác trực tiếp với một vật thể. Màu của mũi tên sẽ đồng nhất với màu của phe mà người chơi ban đầu chọn.
Người chơi sẽ được thưởng điểm kinh nghiệm (Access Points - AP) cho một hành động bên trong trò chơi. Tích điểm kinh nghiệm sẽ cho phép người chơi được nâng lên cấp độ mới với nhiều tính năng hơn, chẳng hạn các vật phẩm và khả năng mạnh hơn. Các cấp độ có từ tầm cấp 1 đến cấp 16, với 16 là cấp cao nhất có thể, và lượng AP cần thiết để lên cấp được nhân đôi so với yêu cầu của cấp trước đó. Nhà sản xuất Niantic Labs trình bày các nhiệm vụ vào trò chơi vào tháng 9 năm 2014.

### Phe phái
Có hai phe mà người chơi có quyền lựa chọn tham gia. Một là Enlightened (Giác ngộ) chiến đấu với tư tưởng rằng hành động của họ sẽ đưa loài người lên tầm cao mới và lật sang một trang khác trong lịch sử tiến hóa của loài người. Trong khi đó, phe Resistance (Phiến loạn) chiến đấu để gìn giữ sự tự do mà con người đáng có. Phe Phiến loạn được biểu hiện bằng màu xanh biển, trong khi đó phe Giác ngộ được biểu diễn bằng màu xanh lá. Tại một số khu vực, phe Phiến loạn được gọi đùa là "Xì trum - Smurfs" và ngược lại, phe Giác ngộ được gọi là "Ếch - Frogs" hay "Cóc - Toads", trong khi những người mới chơi hay cấp độ thấp được gọi là "Nòng nọc - Tadpoles". Các cổng có thể sẽ có màu xám (Trung lập), xanh biển (Phiến loạn) hay xanh lá (Giác ngộ).

### Cánh cổng
Trong trò chơi, Trái Đất có một lượng lớn thứ gọi là "cổng", có thể được nhìn thấy qua "máy quét" (một chương trình trên di động). Chúng sẽ có màu xanh dương, xanh lá hay xám tùy vào việc chúng được điều khiển bởi phe Giác ngộ, Phiến loạn hay chưa được thừa nhận. Một cổng chưa được điều khiển bởi máy cộng hưởng (Resonator) cũng được gọi là cổng "ma". Người chơi nhận được vật phẩm trong trò chơi (Máy cộng hưởng, vũ khí, v.v...) bằng cách di chuyển tại đời thực, thường bằng cách đi bộ hay lái xe, để cổng nằm trong bán kính tương tác của người chơi và có thể "hack" chúng bằng cách chọn mục này trên máy quét. Bất kì người chơi nào cũng có thể hack một cánh cổng và nhận được vật phẩm. Người chơi cũng đồng thời có thể hack một cánh cổng được điều khiển bởi phe đối lập, AP của người chơi thường nhận được sẽ được tăng thêm nhưng đồng thời cũng có nguy cơ bị chính cánh cổng tấn công qua hình thức mất dần XM.
Để có thể chiếm lấy một cánh cổng cho phe của mình, người chơi phải sử dụng ít nhất một máy cộng hưởng vào cánh cổng. Nếu một cánh cổng bị chiếm bởi phe đối lập, người chơi đầu tiên phải làm vô hiệu cánh cổng bằng cách phá hủy máy cộng hưởng và các nâng cấp trên cánh cổng bằng cách sử dụng các "vũ khí" gọi là XMP (Vũ khí xung chất ngoại lai - "eXotic Matter Pulse" - XMP), cách chính để tấn công một cánh cổng. Trong mạch truyện, loại vật chất lạ này có hai cực, và cực XM của một phe sẽ tiêu hủy cực của vật chất phe còn lại.
Một cổng có thể được trang bị đến tám máy cộng hưởng từ một phe, quyết định cấp độ của cổng đó, hay liên kết khởi nguồn hay đi qua cổng đó. Một cổng không chứa máy cộng hưởng sẽ có màu xám, yêu cầu người chơi phải trang bị cho cổng ít nhất một máy để giành, hay chiếm lấy cổng đó cho phe của người chơi. Máy cộng hưởng cũng có cấp độ, từ cấp 1 đến 8. Một người chơi có thể sử dụng máy cộng hưởng với cùng hoặc thấp hơn cấp độ hiện tại của người chơi, cùng với đó là luật lệ số máy với cấp độ đó mà một người có thể trang bị cho một cánh cổng. Cơ chế đó cũng đồng thời khuyến khích chơi theo nhóm bằng cách hạn chế số máy cộng hưởng cấp độ cao mà một người chơi có thể sử dụng; tám người chơi có thể phối hợp tạo một cánh cổng có cấp độ cao hơn bất kì cánh cổng nào được tạo bởi một người chơi duy nhất, và đồng thời, một cánh cổng cũng cần đến tám người chơi để có thể đạt được cấp độ cao nhất có thể. Hơn thế nữa, các máy cộng hưởng có thể "phân rã" qua thời gian, và cần phải được nạp năng lượng thường xuyên để giữ cho cánh cổng hoạt động. Điều này người chơi có thể làm được một bằng cách ở ngay tại vị trí đó, hay từ xa bằng cách sử dụng một "khóa cổng" (Portal key) và nguồn trữ XM của người chơi.
Một cánh cổng có thể được trang bị đến bốn nâng cấp (Modification - Mods). Sáu loại vật phẩm nâng cấp hiện đang có là: Lá chắn - Shield, Máy khuếch đại công hiệu - Force Amplifier, Máy khuếch đại Liên kết - Link Amplifier, Máy ổn định - Multi-Hack, Tản nhiệt - Heat Sink và Ụ súng - Turret. Chúng có khả năng làm cho cánh cổng khó bị chiếm hơn, tăng cường hỏa lực mà cổng sẽ sử dụng với kẻ tấn công hay tăng cường số lần mà một cổng có thể bị hack. Người chơi bị hạn chế không được đặt quá hai nâng cấp mỗi ô.
Các cánh cổng thường gắn liền với các tòa nhà, địa danh lịch sử hay có ý nghĩa về mặt kiến trúc như tượng đài, nghệ thuật đường phố, thư viện, bưu điện, đài tưởng niệm, nơi thờ cúng, công viên và những khu vực giải trí, du lịch khác. Người chơi có thể gửi các địa điểm mới cho nhà sản xuất và số lượng cổng đã tăng dần qua suốt thời gian hoạt động của trò chơi. Mật độ tập trung của các cổng thường tương quan với mật độ dân số, do đó các khu vực trung tâm của các thành phố thường là nơi tập trung nhiều cổng nhất.

### Liên kết cổng và vùng kiểm soát
Hai cánh cổng có đầy đủ tám máy cộng hưởng và được điều khiển bởi cùng một phe có thể được kết nối với nhau bởi một người chơi từ phe đó đang ở trong tầm của một cổng và có một chiếc khóa cổng - Portal Key, nhận được qua việc hack một cánh cổng. Độ dài tối đa của một liên kết tùy vào cấp độ trung bình của các máy cộng hưởng chung quanh cánh cổng - càng cao, liên kết được tạo càng dài. Dù vậy, một cánh cổng không thể tạo một kết nối chồng lên một vùng kiểm soát của bất cứ phe nào. Tất cả các cổng đều phải được giữ hoặc phải có số năng lượng cao hơn mức tối thiểu để duy trì liên kết. Phe đối lập có thể phá hủy một liên kết bằng cách tấn công một hay cả hai cổng để mức năng lượng rớt xuống thấp hơn mức tối thiểu.
Khi ba cánh cổng được nối với nhau thành một tam giác, chúng tạo thành một vùng kiểm soát, chiếm lấy đơn vị điều khiển - Mind Units / MU cho phe của mình. Các cổng bên trong một vùng không thể là nguồn của một liên kết, nhưng có thể được liên kết từ một cổng khác. Phe đối lập có thể phá hủy một vùng kiểm soát bằng cách tiêu hủy một hay nhiều đường kết nối tạo nên nó.

## Sự kiện điểm dị
Sự kiện điểm dị XM là một khoảng thời gian xuất hiện lượng tập trung cao bất thường của vật chất ngoại lai, là nơi mà người chơi từ cả hai phe sẽ thi nhau điều khiển các cụm cổng để giành điểm cho đội của mình. Các sự kiển điểm dị thường kéo dài trong nhiều tuần, với các sự kiện khác nhau được tổ chức tại nhiều thành phố trên khắp thế giới. Các khu vực dị được chia thành hai mục: Điểm chính và điểm vệ tinh. Nhân viên của Niantic Labs, cũng như các nhân vật từ cốt truyện của Ingress, thường dự các sự kiện tại các địa điểm chính. Phe chiến thắng sẽ nhận được nhiều điểm hơn tại các điểm chính hơn điểm vệ tinh. Kết quả của sự kiện thường có ảnh hưởng đến cốt truyện trong tương lai của Ingress.
Đệ quy (Recursion) là sự kiện điểm dị đầu tiên được tổ chức nơi mà người chơi sẽ được thưởng các huy chương đặc biệt, kéo dài từ 15 tháng 2 năm 2014 đến 29 tháng 3 năm 2014. Tuy nhiên, cũng có các sự kiện tương tự được tổ chức cùng thời điểm như #13MAGNUS, bắt đầu từ 12 tháng 10 năm 2013 và Chiến dịch Cassandra, bắt đầu vào tháng 8 năm 2013.
Interitus là sự kiện thứ hai, người chơi tham gia cũng sẽ nhận được huy hiệu đặc biệt trong trò chơi, được tổ chức từ 12 tháng 4 đến ngày 21 tháng 6 năm 2014.
Helios là sự kiện thứ ba, người chơi tham gia sẽ nhận được huy hiệu đặc biệt. Sự kiện được tổ chức từ 12 tháng 7 đến ngày 27 tháng 9 năm 2014 với điểm chính tại thành phố Minneapolis.
Darsana là sự kiện thứ tư bắt đầu ngày 18 tháng 10 năm 2014 và kết thúc ngày 13 tháng 12 năm 2014.
Shōnin là sự kiến thứ năm bắt đầu vào ngày 21 tháng 2 năm 2015 với điểm chính tại Florence, Ý và Austin, bang Texas. Kết thúc ngày 28 tháng 3 năm 2015 với điểm chính tại thời điểm đó là Pasadena, Hannover và Kyoto.
Persepolis là sự kiện thứ sáu được dự tính tổ chức vào ngày 30 tháng 5 năm 2015.

## Lồng tiếng
- Karen Strassman - Tiến sĩ Devra Bogdanovich
- Laura Bailey - ADA (Một thuật toán Dò tìm - A Detection Algorithm)
- Misty Lee - Misty Hannah
- Katy Townsend - Klue
- Ione Butler - Susanna Moyer
- J.B. Blanc - Roland Jarvis
- Christopher Corey Smith - Henry "Hank" Johnson
- Yuri Lowenthal - Tiến sĩ Oliver Lynton-Wolfe

## Phản ứng
Ingress được công bố trong giai đoạn Closed Beta vào ngày 15 tháng 11 năm 2012 với một chiến dịch quảng cáo trực tuyến bắt đầu sớm nhất là vào ngày 8 tháng 11, và cũng có các nỗ lực quảng cáo tại các sự kiện như San Diego's Comic Con vào ngày 12 tháng 7 năm 2012. Nhân viên Google đã thử nghiệm trò chơi ít nhất trong vòng sáu tháng trước đó. Ingress thoát khỏi giai đoạn beta và cho phép tải miễn phí trên Google Play và App Store. Dựa theo Alex Dalenberg của tờ American City Business Journals, tính đến tháng 5 năm 2013, Ingress đã có 500,000 người chơi khắp thế giới. Trong một bài phỏng vấn vào tháng 8 năm 2013, với trang web của fan Decode Ingress với người sáng lập Niantic Labs là John Hanke có nói: "Đã có hơn 1 triệu lượt tải và phần lớn tài khoản vẫn còn hoạt động." Khi nói với CNN, ông có nói không hề tin được rằng người chơi dần nói chuyện với nhau và lập ra các câu lạc bộ. Trò chơi đã được truyền thông địa phương đưa tin, và một số người chơi đã từng được chú ý bởi lực lượng chức năng và đồng thời cũng đưa ra nhiều tranh luận về tương tác giữa trò chơi mô phỏng thực tế với thực tế.
Những thành viên đối lập nhau của cộng đồng Ingress tại Đại học Công nghệ Massachusetts đã "ký" một hiệp ước sau cái chết của Sean Collier, một sĩ quan cảnh sát từng học tại MIT sau khi anh bị bắn chết bởi kẻ tình nghi tại vụ cài bom thế vận hội Maraton tại Boston năm 2013 và đã đặt mỗi phe hai cánh cổng ngay kề nhau để tạo thành một tấm bia kỷ niệm ảo tại nơi anh mất.

### Giải thưởng
Ingress thắng một giải "cần được chú ý" của Giải thưởng do người chơi bình chọn trên Android năm 2013.

### Số người chơi
Năm 2015, Niantic cho Tom's Guide biết họ đã đạt mốc 7 triệu người chơi. Cho đến tháng 11 năm 2014, người chơi đứng đầu top là một người thuộc phe Giác ngộ với tên Morka từ Paris, Pháp. Morka đã thu thập đến 200 triệu AP.